# Мунтеній-де-Сус (комуна)
Мунтеній-де-Сус (рум. Muntenii de Sus) — комуна у повіті Васлуй в Румунії. До складу комуни входять такі села (дані про населення за 2002 рік):
- Мунтеній-де-Сус (1432 особи)
- Сату-Ноу (2247 осіб)

Комуна розташована на відстані 282 км на північний схід від Бухареста, 6 км на північний схід від Васлуя, 53 км на південь від Ясс, 141 км на північ від Галаца.

## Населення
У 2009 року у комуні проживала 4001 особа.